# 台中市公車500路
台中市公車500路行駛自臺中車站到臺中國際機場，主要行駛於中清路，路線行經許多重點學區、臺中國際機場及客運轉運站等交通樞紐，部份班次延長至三田國小，由台中客運營運。本路線原為9路，2022年7月1日配合幹線公車通車，路線改為500路，為中清幹線。

## 歷史
- 2005年9月1日：105路（綠川東站－忠義村）與145路（綠川東站－CCK）整併為本路9（綠川東站－忠義村/CCK）。
- 2011年2月14日：忠義村之端點延駛至清水高中，往返忠義村為9副線(901)路公車。
- 2011年5月1日：9副線(901)路公車更改路線代碼為6路（台中車站－忠義村）。
- 2011年9月1日：清水高中（學園路）之端點延駛至清水（高美路口）。
- 2013年7月1日：調整行駛動線，從原本行駛中山路改為行駛民權路。[1]
- 2015年3月1日：「第一信用」撤站並併入「彰化銀行（臺灣大道）」。[2]
- 2015年5月1日：中山高美路口端點延駛至下湳加油站。[3]
- 2015年6月1日：清水高中更名為「清水高中（學園街）」。[4]
- 2016年4月15日：原綠川東站端點，延駛至「國立公共資訊圖書館」。
- 2017年4月1日：「大雅澄清醫院」更名為「大明」。[5]
- 2017年11月1日：清水端延駛至「三田國小」。[6]
- 2017年12月1日：區間車清水端延駛至「三田國小」。[7]
- 2019年4月25日：因花博結束，原花博接駁用車之電動客車投入此路線營運。
- 2021年6月1日：「一心市場」更名為「三民錦新街口」。
- 2021年11月19日：往三田國小方向「頂賴厝」更名為「捷運文心中清站（中清路）」，往國立資訊圖書館方向加停「捷運文心中清站（中清路）」，「頂賴厝」更名為「中清北平路口」。
- 2022年7月1日：配合幹線公車通車，路線改為500路中清幹線「公共資訊圖書館-臺中國際機場」及500延、500延區1、500延區2、500延區3[8]，原500路則改為500路跳蛙公車「忠義里－臺中車站」。
- 2023年8月30日：為使運輸資源有效利用，截短行駛，市區端點改為臺中車站，並新增停靠臺中車站（B月台）。同時調降發車水準，尖峰15分一班，離峰20分一班，夜間20時過後30分一班。[9]

## 路線基本資料
全程行車里數約27.2公里，全程行車時間約1小時40分。
- 自臺中車站（B月台），沿大智北路、南京路、雙十路、建國路、臺灣大道、三民路、五權路、中清路、中航路、新興路、學園街、清水區中山路、縱貫公路（中山路）行駛到三田國小。[10]
- 自三田國小起，沿縱貫公路（中山路）、清水區中山路、學園街、新興路、中航路、中清路、五權路、三民路、民權路、自由路、臺灣大道、新民街、行駛到臺中車站（B月台）。

### 停站
- 參見右側路線圖。
- 臺中車站站位停靠位置：
  - 往三田國小：肯德基前
  - 臺中車站（B月台）

### 主線班距
- 平日尖峰時段（06:00~07:00；16:00~17:00）：15分鐘一班
- 平日離峰時段、例假日：20分鐘一班（20:00-22:00 固定每30分一班）

註：此班距包括與延線共同班次

### 延線班距
- （06:00~20:15）：15~40分鐘一班

### 延區1
- 起訖點：大雅→三田國小
- 發車時刻：06:45
- 三田國小往大雅無發車班次。
- 僅平日行駛，例假日及寒暑假停駛。

### 延區2
- 起訖點：國立公共資訊圖書館→三田國小
- 發車時刻：06:00、06:30
- 三田國小往國立公共資訊圖書館無發車班次。

### 延區3
- 起訖點：三田國小→國立公共資訊圖書館
- 發車時刻：15:40、20:30、21:00、21:30、22:00
- 國立公共資訊圖書館往三田國小無發車班次。
- 僅平日行駛，例假日. 及寒暑假停駛。

### 收費
- 依里程計費；刷電子票證10公里免費。
  - 里程計費說明：[11]
    - 基本里程：10公里。
    - 基本里程票價全票20元、半票11元。
    - 全票=[2.431x 實際里程x （1+ 5%營業稅）]（四捨五入）
    - 半票=[全票 x 50%]（四捨五入）
    - 兒童、老人、身心障礙者及其陪伴者依規定半票收費。

## 圖片集

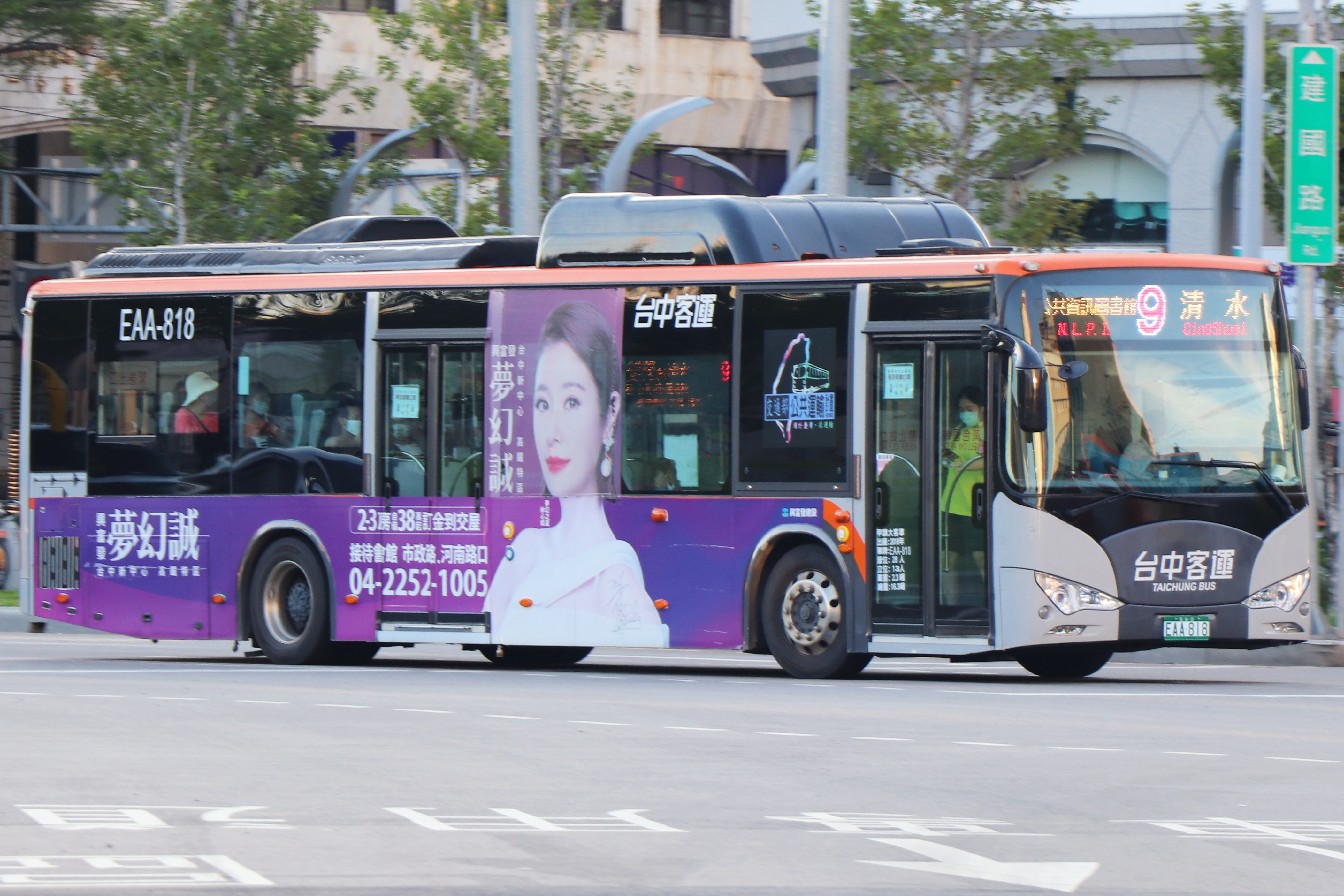
配置於本路線的BYD K9電動公車
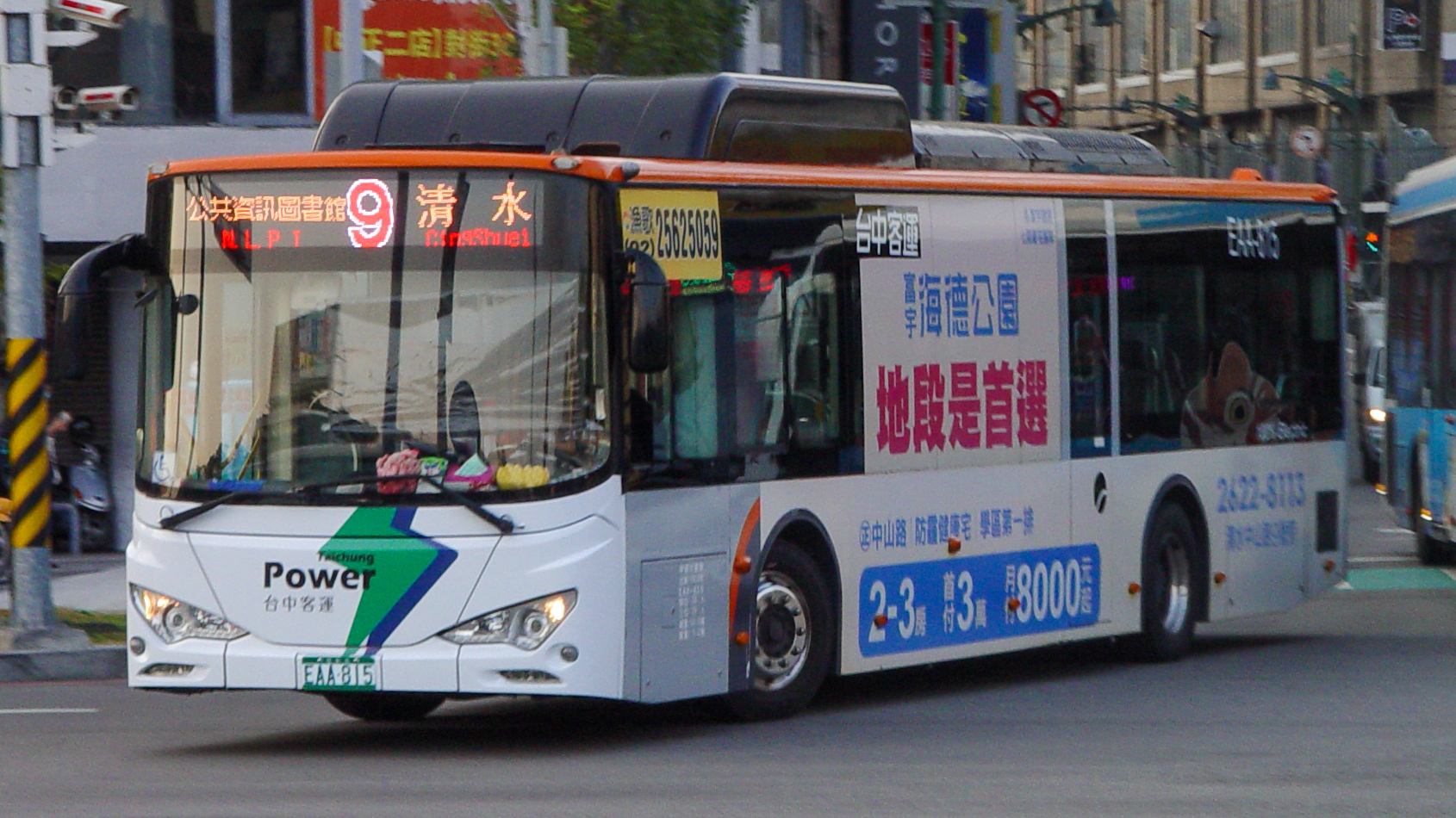
配置於本路線的BYD K9F電動公車
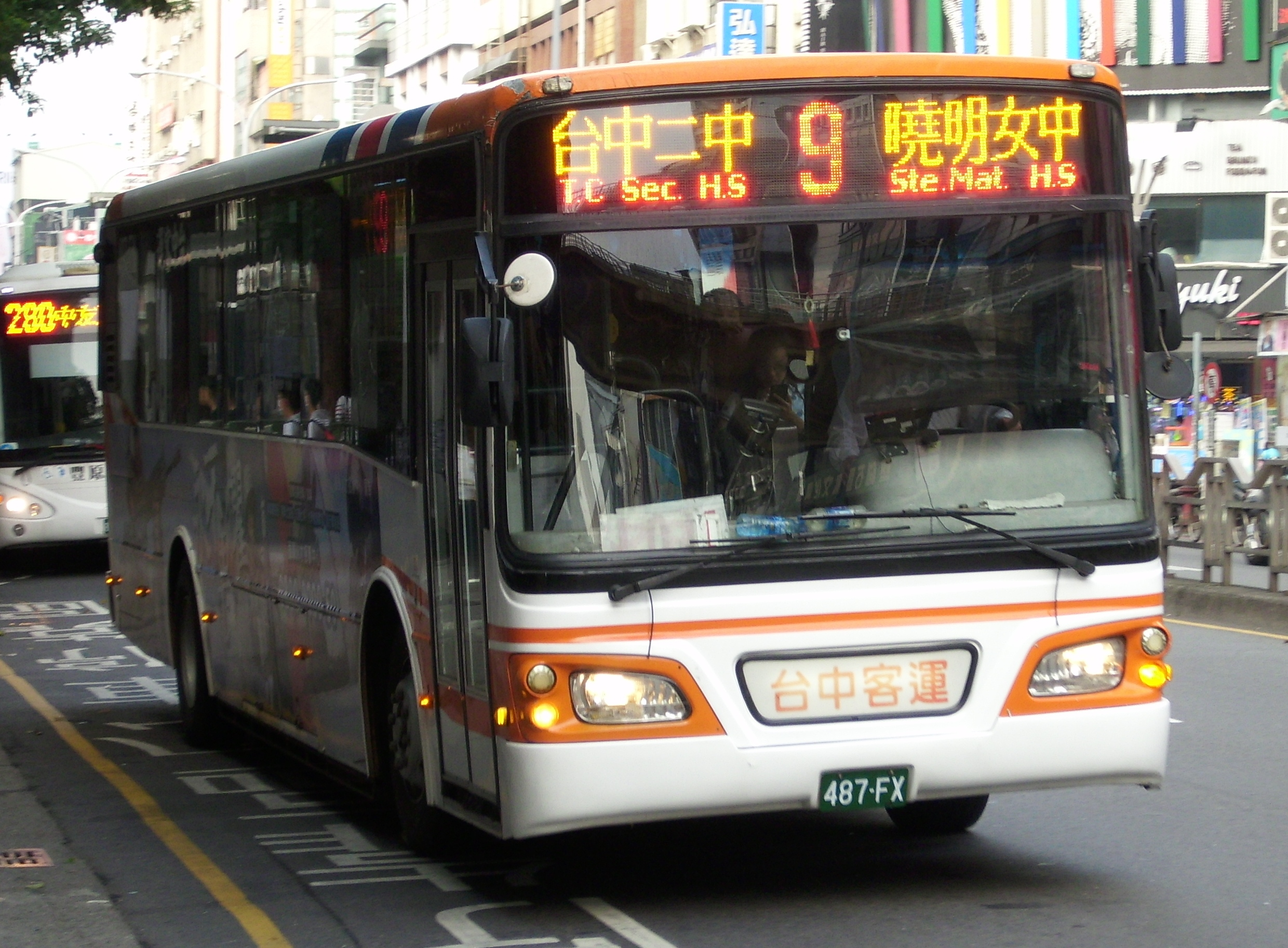
配置於本路線的HINO RK8JRSA高巴
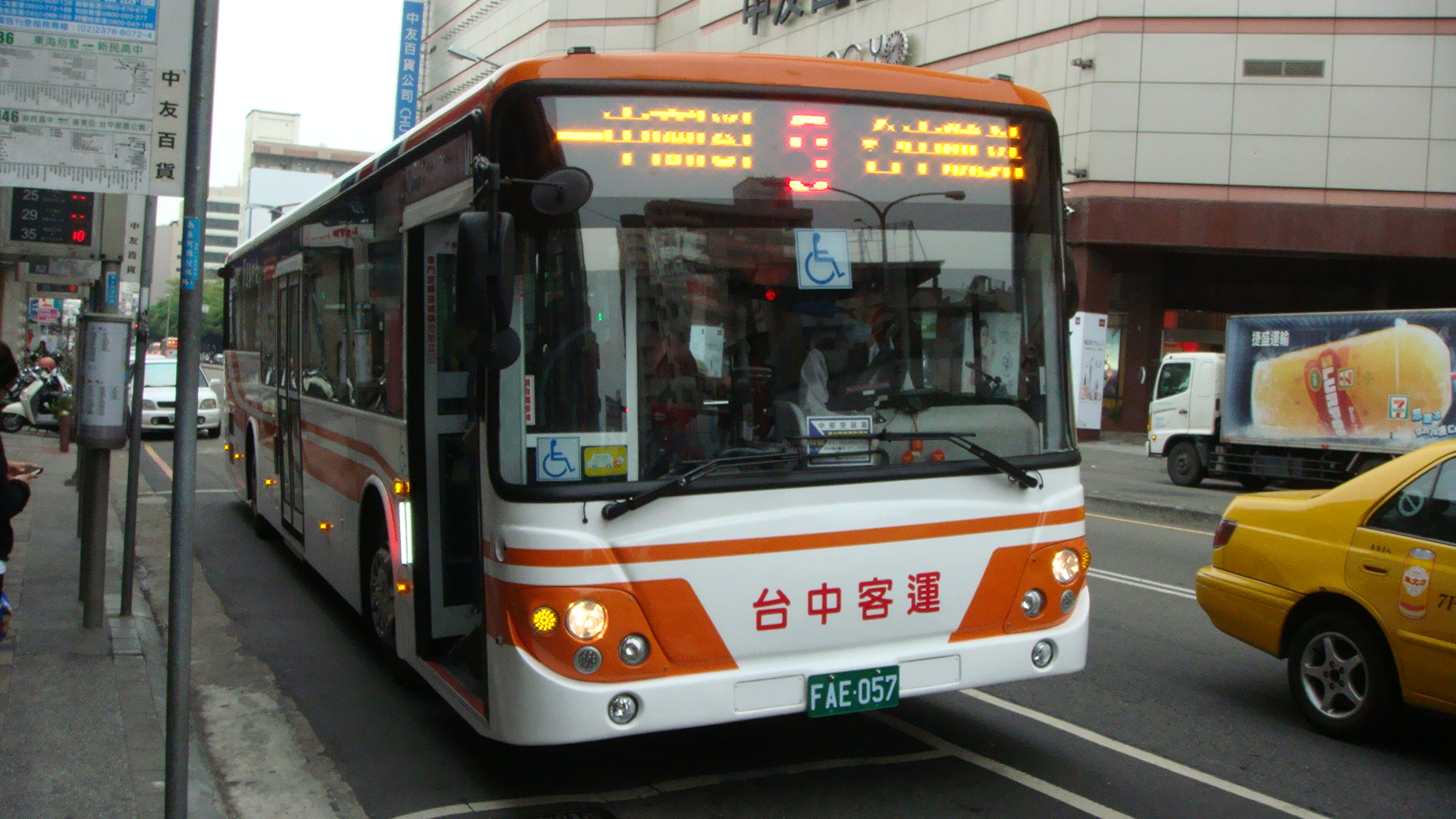
配置於本路線的大宇低地板公車
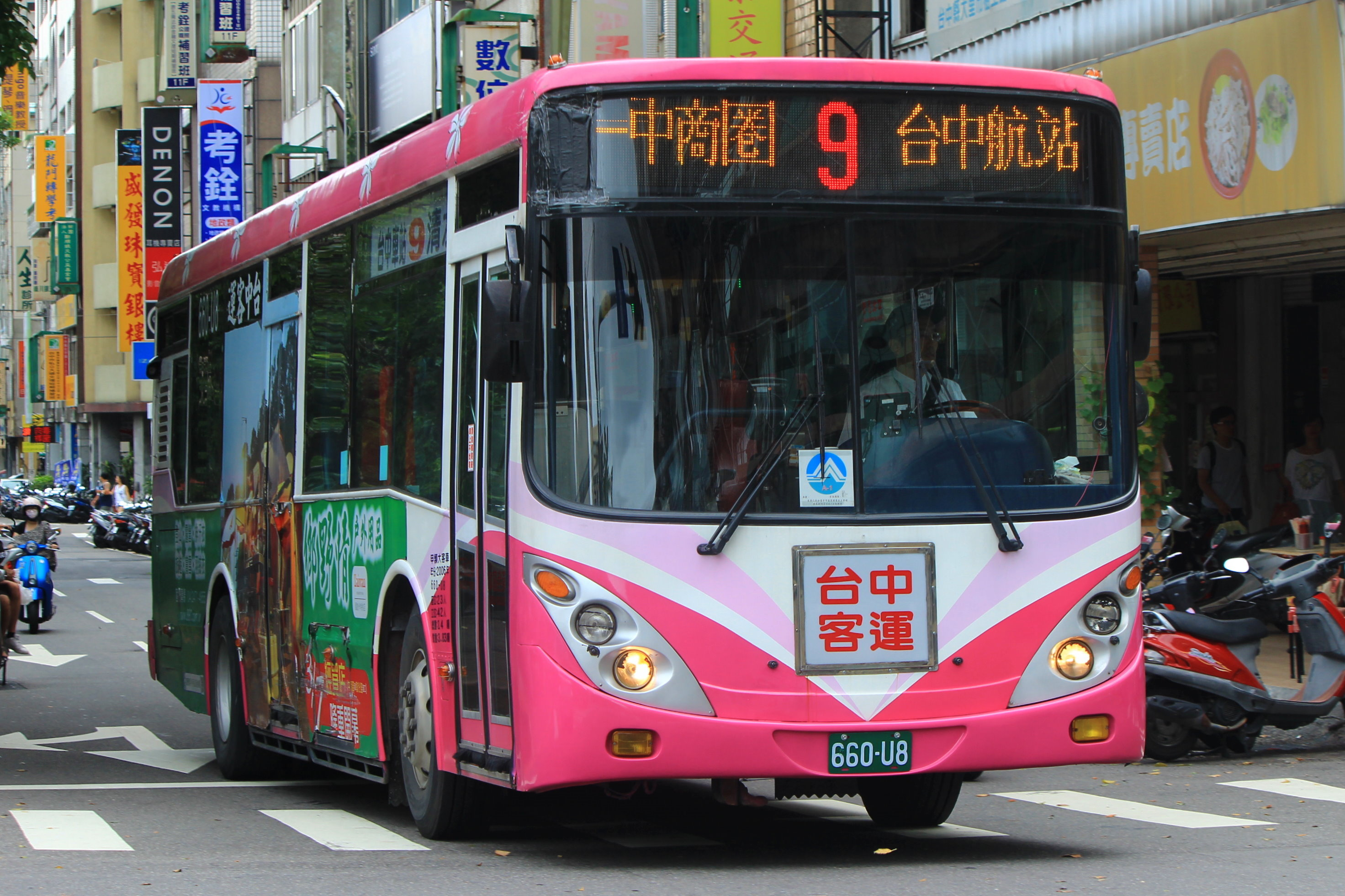
配置於本路線的HINO ERK2JML高巴，現已淘汰
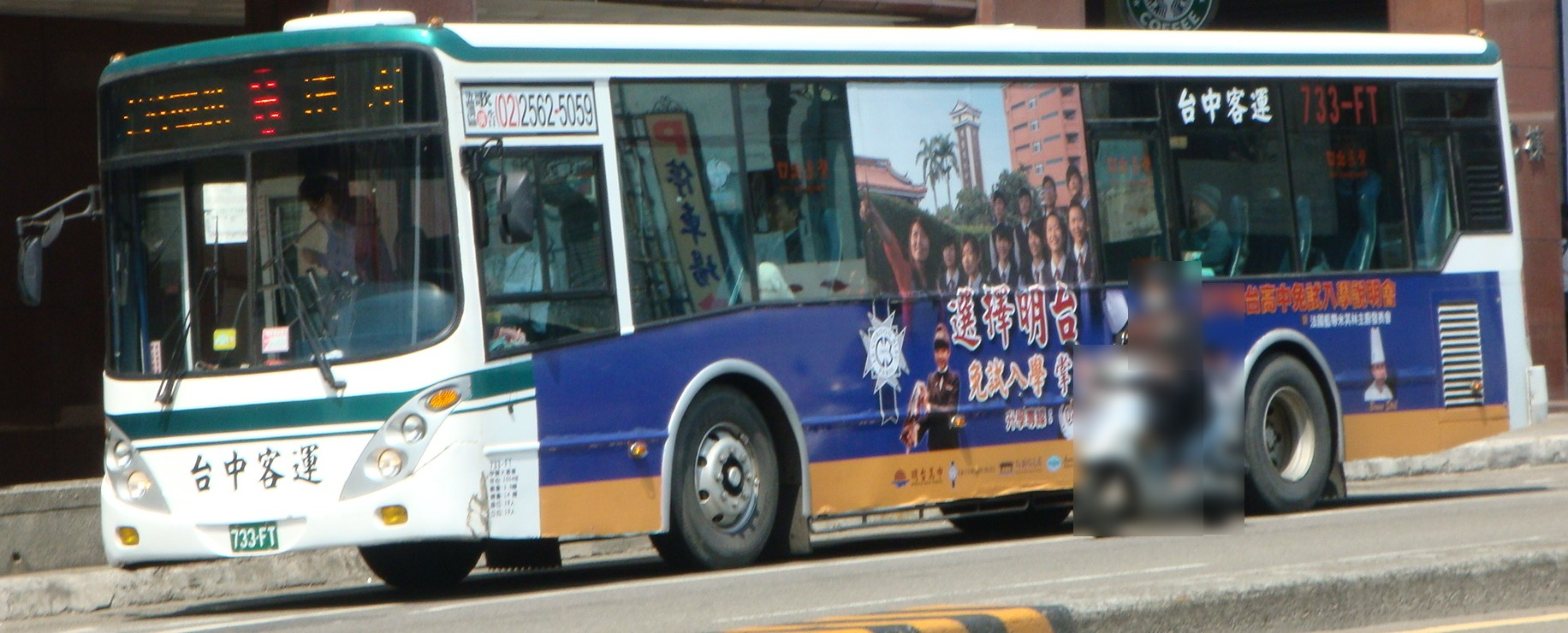
配置於本路線的HINO ERK2JML高巴，現已淘汰

## 外部連結
- 台中客運首頁（页面存档备份，存于）
- 臺中市公車動態資訊（页面存档备份，存于）